# 切达峡谷

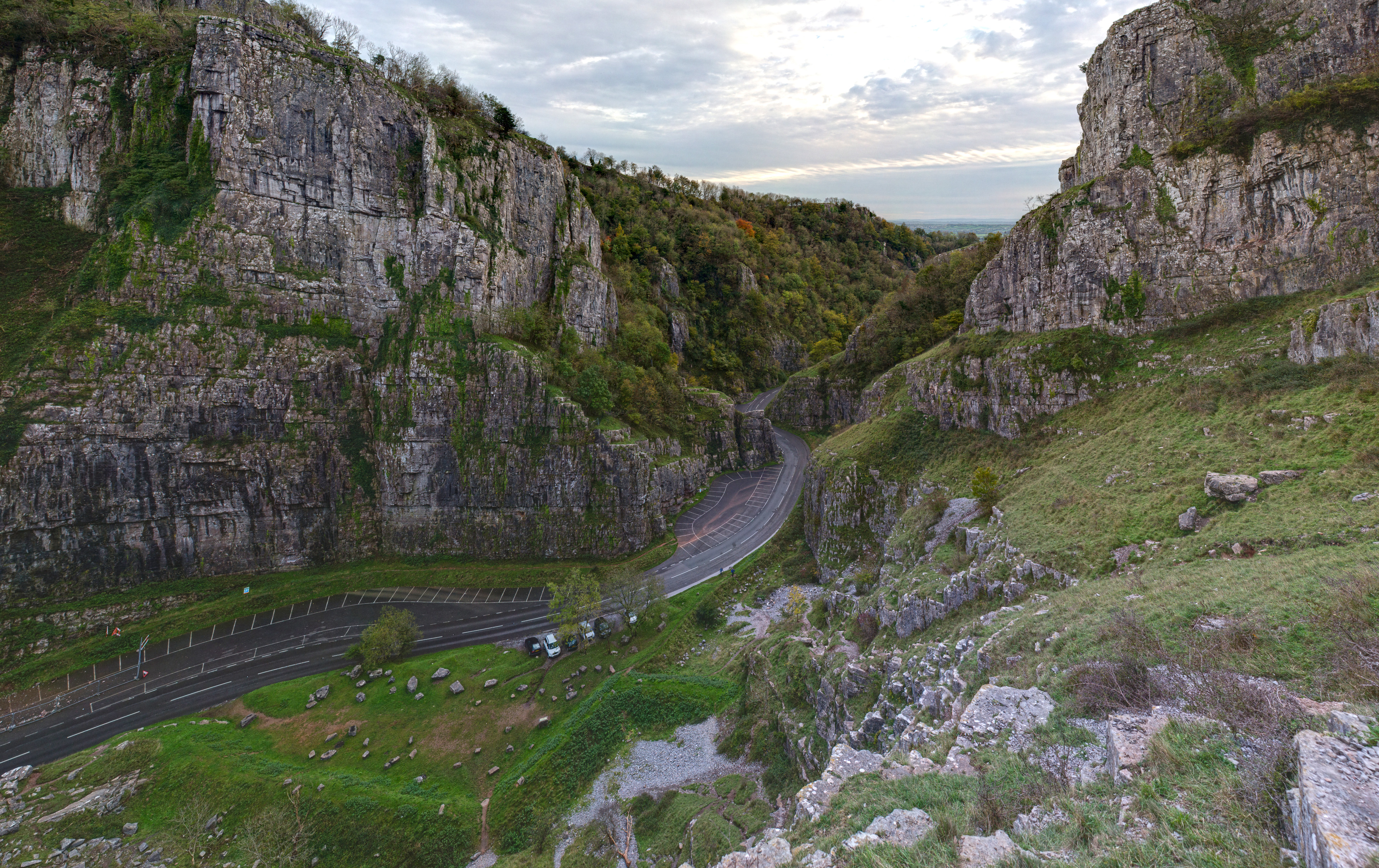
切达峡谷

切达峡谷（英語：Cheddar Gorge）是英国萨默塞特郡切达村附近门迪普山的一个石灰岩峡谷。峡谷是切达秀洞的所在地，1903年在这里发现了英国最古老的完整人类骨架切达人，估计有9000年的历史。
此地还发现了旧石器时代晚期的更古老的遗迹。洞穴是由一条地下河活动产生的，包含钟乳石和石笋。
切达峡谷已被列入具有特殊科学价值地点，并属于切达复合遗址的一部分。在 2005年广播时代的一项民调中，切达峡谷出现在电视节目英国七大自然奇观中，被评为英国第二大自然奇观，仅次于威尔士的奥哥夫洞穴。峡谷每年吸引大约50万名游客到访。

## 地质学
切达峡谷的最大深度为137米（449英尺），南边是近乎垂直的悬崖峭壁，北边是陡峭的草坡。
B3135公路沿峡谷底部穿过。
该地区在老红砂岩和基奥珀的白云质砾岩之上，被含有鲕粒和化石碎屑的石炭纪石灰岩系列的黑岩板岩、伯灵顿鲕粒岩和克利夫顿唐石灰岩所覆盖。
在剪切岩和裂解的页岩中可以看到瓦里斯坎造山的证据。
在许多地方，这些地层的风化的结果是形成了钙质土壤。
峡谷是在过去120万年的寒冷的过冰期中由融水洪水形成的。
在冰河时期，永久冻土用冰块和冻泥堵塞了洞穴，使石灰岩无法渗透。
当这在夏季融化时，水被迫在地表流动，并刻画出峡谷。
在温暖时期，水通过透水的石灰岩流向地下，形成洞穴，并使峡谷干涸，所以今天峡谷的大部分地区没有河流。
地下的切达-杨河从高夫洞下方出现。
该河由布里斯托尔水务公司管理，他们维护着一系列的水坝和池塘，这些水坝和池塘供应着附近的切达水库。
通过一条直径137厘米（54英寸）的管道取水，该管道就在扶轮社感性花园（Rotary Club Sensory Garden）的上游。
该峡谷很容易发生洪水。
在1968年的Chew Stoke洪水中，水流将大块巨石冲下峡谷，破坏了咖啡馆和Gough's Cave的入口，并冲走了汽车。
2012年，峡谷道路B3135在大面积洪水中路面受损后，被关闭了若干个星期。

## 管理
峡谷的南侧是由巴斯侯爵夫人的Longleat庄园拥有和管理的。峡谷北侧的悬崖由英国国民信托拥有。每年，峡谷的两个所有者都需要修建各自区域内的灌木和树木。
大多数游客自Longleat拥有的南侧进入。南侧的游客中心附近有一个收费的洞穴。门票收入归属于Longleat庄园的下属公司“切达峡谷和洞穴有限公司”（当前董事长休-康威尔）。
由于游客数量从20世纪80年代的每年40万人次下降到15万人次，2013年，代表家族信托经营Longleat庄园的Weymouth子爵Ceawlin Thynn提议安装一条600米（2000英尺）的18座缆车，估计耗资1000万英镑，将游客从洞窟入口区直接带到南侧悬崖顶部。
国家信托基金反对拟议中的开发项目，称这将破坏景观并降低体验，使得自然美景变成人造"游乐场"。2014年春季，Longleat庄园方面获得规划许可，但是至今工程尚未开工。

## 生态
峡谷内的著名物种有冬虫夏草、黄颈鼠、慢虫和蝾螈，以及罕见的大蓝蝶(Maculinea arion)和小珠边飞燕(Boloria selene)。
在切达峡谷可以看到各种各样的野生鸟类，包括游隼、鹫、隼、乌鸦和蚱蜢莺(Locustella naevia)。
植物群包括马兰花、野百里香等爱好白垩草原的物种。
切达粉红花（Dianthus gratianopolitanus），又名火巫花，只在峡谷中野生生长。
它曾经在峡谷中很常见，但被收藏家采摘后逐渐减少。
这里也是当地独特的白桦树种的模式产地。
全国罕见的小鸲天竺葵（Geranium purpureum）、切达床草（Galium fleurotii）和全国稀少的品种包括纤细的塔瑞（Vicia tenuissima）、矮鼠耳（Cerastium pumilum）和岩石石竹（Sedum forsteranum）也出现在峡谷中。 
此地是英格兰南部少有的有地衣Solorina saccata，Squamaria cartilaginea和Caloplaca cirrochroa的地方。
作为全国范围内白杨树普查的一部分，2009年，威尔士国家标本馆的植物学家进行了一项调查发现在切达找到的8个物种中，有3个以前不为科学所知的新物种。
叶子呈椭圆形的标本被命名为"切达白檀"，即Sorbus cheddarensis。
叶子呈圆形，树皮呈灰褐色的标本被命名为"双崖白檀"，即Sorbus eminentoides。
叶子长而窄的标本被命名为"戈夫岩白檀"，即Sorbus rupicoloides。
切达粉红花作为普通粉红花和灰叶粉红花之间的杂交演化而成的切达粉红在峡谷中是独一无二的，但它的生存受到了山羊的威胁。
切达当地的山羊是专门为了抑制新树的生长、鼓励珍稀植物物种如切达粉红花的扩散而引入的，但今日反而山羊采食了切达粉红花。
威尔士国家标本馆成功嫁接了扦插的切达粉红花。
为促进该地区生物多样性，
Longleat Estate已将其大部分土地围起来并引进山羊。
山羊旨在取代1970年代之前在峡谷放牧的绵羊。
2007年3月，国家信托基金宣布，它计划为同样的目的在峡谷的一侧放养一群绵羊。
但国家信托将首先征求当地居民和有关方面的意见，以决定是将峡谷围起来还是引进牛栏，以防止绵羊跑出峡谷。
此外，峡谷内已有一小群野化的苏艾羊。